# 10227 Izanami
10227 Izanami eller 1997 VO6 är en asteroid i huvudbältet som upptäcktes den 4 november 1997 av de båda japanska astronomerna Takeshi Urata och Tetsuo Kagawa vid Gekko-observatoriet. Den är uppkallad efter guden Izanami-no-mikoto.
Asteroiden har en diameter på ungefär 17 kilometer.